# Strasbourg (Spiel)
Strasbourg ist ein Brettspiel in Form eines Legespiels von Spieleautor Stefan Feld. Es erschien 2011 bei Pegasus Spiele und wurde im selben Jahr im Rahmen des Spiel-des-Jahres-Preises als Kennerspiel des Jahres nominiert. Beim Deutschen Spiele Preis erreichte es Platz 10. Das Spiel ist für drei bis fünf Spieler ab 12 Jahren geeignet und dauert etwa 75 Minuten.
Im 15. Jahrhundert konkurrieren jeweils von einem Spieler dargestellte Familien um Einfluss in Adel und Kirche, in den Handwerks-Zünften und unter den Kaufleuten und dadurch im Stadtrat.

## Ausstattung und Spielprinzip
Auf einem großen Spielbrett mit historischen Illustrationen von Grafiker Alexander Jung ist oben mittig der Stadtrat abgebildet. Die einzelnen Sitze im Rat werden mit hölzernen Spielfiguren besetzt, die in den Farben der Spieler und den von ihnen verkörperten Familien gehalten sind. Der Rest der Spielbretts ist zweigeteilt. In die Rundentafeln, die den Ablauf des Spiels steuern, und die Stadt mit Werkstätten der verschiedenen Zünfte, die sich um Plätze gruppieren, auf denen öffentliche Bauten errichtet werden. Alle Spielfiguren und Marker sind aus Holz in stilisierten Formen, die Abläufe werden durch Karten beeinflusst. Geld und Waren werden durch Pappplättchen dargestellt.
Strasbourg ist weit überwiegend ein Strategiespiel mit einem geringen Glücksanteil. Innerhalb jeder der fünf Runden gilt es, den durch Punkte auf den Einflusskarten begrenzten Einfluss in der Stadt geschickt auf die verschiedenen einzelnen Aktionen zu verteilen. Mit Blick auf das Spielende gewinnen die am Anfang übernommenen und geheim gehaltenen Aufgaben an Bedeutung. Jede Runde besteht aus den gleichen neun Aktionen, wobei deren Reihenfolge sich zwischen den Runden unterscheidet.

## Spielablauf
Zu Spielbeginn erhält jeder Spieler 24 Einflusskarten mit verschiedenen Werten, die gemischt und verdeckt vor ihm abgelegt werden. Außerdem zieht er fünf Aufgabenkarten, von denen er frei zwischen einer und allen auswählt. Damit verpflichtet er sich, die jeweilige Aufgabe bis zum Spielende erfüllt zu haben. Außerdem werden die fünf Rundentafeln in zufälliger Reihenfolge auf das Spielbrett gelegt, sie steuern den konkreten Ablauf der folgenden Runden.
Jede Runde beginnt mit der Einflussplanung: Die Spieler ziehen von ihren gemischten und verdeckten Einflusskarten so lange je eine Karte, bis sie glauben, genug Einflusspunkte für die kommende Runde zur Verfügung zu haben. Die 24 Karten müssen allerdings für alle fünf Runden reichen. Anschließend verteilen sie die gezogenen Karten auf mehrere Stapel, die zumeist nur eine Karte enthalten werden. Diese Planung nehmen alle Spieler gleichzeitig und verdeckt vor.
Bei den ersten sieben Aktionen jeder Runde passt entweder der Spieler oder wählt einen Stapel aus und setzt damit die Einflusspunkte dieser Karten ein. Die Spieler kommen anschließend nach ihrem geltend gemachten Einfluss an die Reihe. Bei Gleichstand zählt die Sitzordnung ab dem aktuellen Startspieler im Uhrzeigersinn. Der Spieler mit den meisten Einflusspunkten wird immer der neue Startspieler für die folgende Aktion. In der ersten Aktion besetzt der Spieler mit dem höchsten Gebot an Einflusspunkten das Adelsfeld des Stadtrats, der an zweiter Stelle das Kirchenfeld. In den folgenden sechs Aktionen wechseln sich Aktionen ab, die eine Zunft betreffen und in denen Waren geschaffen werden können, mit solchen, durch die die Kaufleute aktiv sind und in denen Waren verkauft werden. In jeder Zunft-Aktion ist der Erstplatzierte Zunftmeister. Er darf das Stadtratsfeld der jeweiligen Zunft besetzen, außerdem nimmt er sich eine der Zunft entsprechende Ware und er kann im farblich entsprechenden Zunftviertel der Stadt ein Gebäude errichten. Letzteres kostet den angegebenen Preis. Der Zweitplatzierte wird Geselle, er nimmt sich eine Ware und baut im Zunftviertel. Der Drittplatzierte als Lehrling nimmt eine Ware oder baut. Wird nur zu dritt gespielt, entfällt der Geselle und nur zwei Spieler je Zunft können als Meister oder Lehrling werten. In den Aktionen der Kaufleute darf der Erstplatzierte beliebig viele Waren aus seinem Vorrat gegen den aufgedruckten Preis verkaufen. In der dritten, letzten Kaufleute-Aktion besetzt er auch das entsprechende Stadtratsfeld. Die achte Aktion ist die der Kirche. Der Spieler, dessen Familie zu diesem Zeitpunkt auf dem Stadtratssitz der Kirche steht, baut an einem beliebigen rund markierten Punkt in der Stadt eine Kapelle, die in der Schlusswertung allen Nachbarn Punkte bringt. Als Neunte und letzte Aktion baut der aktuelle Inhaber des Adelssitzes im Stadtrat ein öffentliches Gebäude an einem der Plätze in der Stadt. Auch diese zählen in der Schlusswertung für ihre Nachbarn.
Am Ende jeder Runde erhält jeder Spieler so viele Punkte für die Schlusswertung, wie er aktuell Sitze im Stadtrat stellt. Der Spieler mit den meisten Stadtratsmitgliedern, oder bei Gleichstand die Führenden, erhält zudem ein Privileg, das er in folgenden Bietphasen einsetzen kann.
Nach der fünften Runde folgt die Schlusswertung. Jedes Gebäude einer Familie in der Stadt zählt einen Punkt. Jedes an eine Kapelle angrenzende Gebäude und direkte Nachbarn der öffentlichen Bauten bekommen weitere Punkte. Auch nicht benutzte Privilegien bringen je einen weiteren Punkt. Abschließend werden die am Spielbeginn übernommenen Aufgaben ausgewertet. Erfüllte Aufgaben bringen die darauf angegebenen und nach Schwierigkeit gestaffelten Punkte. Übernommene, aber nicht erfüllte Aufgaben ergeben Punktabzug. Aufgaben beziehen sich auf die Zahl und Anordnung eigener Gebäude in der Stadt, die Zahl der Ratssitze oder mit geringerem Wert für das größte Geldvermögen, den größten Warenvorrat oder die Startspielerfunktion am Spielende.

## Zielgruppe
Die Nominierung zum Kennerspiel des Jahres innerhalb der Spiel des Jahres-Auszeichnung zeigt an, dass Strasbourg sich an erfahrenere Spieler richtet und nicht für jüngere Kinder geeignet ist. Das komplexe Bietverfahren um Einfluss in den jeweiligen Aktionen ist von zentraler Bedeutung für den Spielerfolg, die höchsten Punktwertungen bringen aber die schwierigeren der am Schluss ausgewerteten Aufgaben.
Die Jury des Spiel des Jahres betont, dass bei Strasbourg Planung und Flexibilität gleichermaßen wichtig sind. Außerdem sind „Mut und Vorsicht […] gleichermaßen gefragt – sei es bei der individuellen Einteilung der Bietkarten oder bei der Auswahl der Aufträge. Letztere geben oft die einzuschlagende Strategie vor.“ Eine Rezension nennt Strasbourg „ein ausgesprochen spannendes Spiel, das sehr interessante Möglichkeiten bietet“ und „Nach ein bis zwei Partien bekommt man dann langsam ein Gefühl dafür, in welchen Runden man seinen Einfluss möglichst stark machen muss.“